# Generaler Kohlenbahn
Die Generaler Kohlenbahn war eine Pferdebahn in Dahlhausen. Sie wurde ab 1805 errichtet, um die Kohle vom Stollen No. 5 der Zeche Vereinigte General & Erbstollen zur Ruhr zu transportieren. Sie verlief von der Ruhr im Ortsteil Ruhrort entlang des Hörsterholzbachs über die heutige Scharpenseelstraße und Karl-Arnold-Straße bis zur Blumenfeldstraße. Sie besaß eine Gesamtlänge von 9346 m. 1834 wurden die Schächte Amalia und Adolphine mit der Pferdeschleppbahn verbunden. 1855 kam der Schienenweg vom Schacht Berger zum Kohlenmagazin an der Ruhr in Betrieb. Er war 1900 Lachter lang. 1860 erfolgte der Bau der Pferdeschleppbahn zur Witten-Bochumer Eisenbahn. 1872 begann als Ersatz für die stark abfallende Pferdebahn zur Ruhr der Bau einer söhligen Bahn mit einem seigeren Bremsschacht.
Einige hundert Meter weiter flussaufwärts der Ruhr endete der Hasenwinkeler Kohlenweg.
1876 wurde die Anschlussbahn vom Schacht Harz (2) zum Bahnhof Weitmar der Bergisch-Märkischen Eisenbahn-Gesellschaft (BME) in Betrieb genommen.